# Danse avec les stars (сезон 5)
Danse avec les stars (с фр. — «Танцы со звёздами») — это телевизионный проект от BBC Worldwide France на французском телеканале TF1, который стартовал 12 февраля 2011 года.

В рамках телепроекта знаменитые люди танцуют с профессиональными танцорами. После недели репетиций дуэты должны продемонстрировать один танец (или несколько танцев) в прямом эфире. После каждого выступления пары судейская коллегия выставляет баллы в диапазоне от 0 до 10. Также учитывается и голосование телезрителей, которое проводится путём платного SMS-голосования и платных телефонных звонков. В некоторых выпусках отчисление пар(ы) из проекта просто оглашается ведущими телешоу, в других выпусках проводится танцевальная дуэль между двумя парами, когда на протяжении этого завершающего танца обеих пар телезрители голосуют за понравившуюся пару, подводится итог, и в телепроекте остается та пара, которая набирает больше зрительских голосов. 

Танцы, распространенные на телепроекте: вальс, квикстеп, ча-ча-ча, джайв, румба, танго, пасодобле, фокстрот, самба, сальса, чарльстон, контемпорари и другие.

В финале телепроекта участвуют три пары. Третья пара, набравшая минимум голосов, выбывает из числа претендентов на трофей, а оставшиеся две пары танцуют фристайл (последний танец каждой пары), путём зрительского голосования определяется пара-победитель, которой вручается символический трофей.
Пятый сезон французского телепроекта Danse avec les stars (Танцы со звездами) стартовал 27 сентября 2014 года и завершился 29 ноября 2014 года на французском телеканале TF1. 

В танцевальном телепроекте победил комедийный актёр Райан Бенсетти вместе с профессиональной танцовщицей Деницей Икономовой.

## Участники
В пятом сезоне Danse avec les stars приняло участие 11 пар, каждая из которых состояла из профессионального танцора и звезды.
Участников пятого сезона официально объявили 10 сентября 2014.
| Звезда               | Основная профессия                                                 | Партнер/партнерша в танцевальном проекте                  | Место                       |
| -------------------- | ------------------------------------------------------------------ | --------------------------------------------------------- | --------------------------- |
| Райан Бенсетти       | Комедийный актёр                                                   | Деница Икономова                                          | Первое место 29 ноября 2014 |
| Натали Пешала        | Бронзовый призёр чемпионатов мира по фигурному катанию 2012 и 2014 | Грегуар Лионне (неделя 1-5), Кристоф Ликата (неделя 6-10) | Второе место 29 ноября 2014 |
| Бриан Жубер          | Чемпион мира 2007 по фигурному катанию                             | Катрина Пачетт                                            | Третье место 29 ноября 2014 |
| Мигель Анхель Муньос | Актер из испанского сериала Танцы под звёздами                     | Фов Ото                                                   | выбыл 22 ноября 2014        |
| Тоня Кинзингер       | Актриса и телеведущая                                              | Максим Дереиме                                            | выбыла 15 ноября 2014       |
| Корнелль             | Певец                                                              | Кандис Паскаль                                            | выбыл 8 ноября 2014         |
| Луизи Жозеф          | Певица                                                             | Гийом Фуко                                                | выбыла 1 ноября 2014        |
| Антони Кавана        | Юморист и актёр                                                    | Сильвия Нотарджакомо                                      | выбыл 1 ноября 2014         |
| Джойс Джонатан       | Певица                                                             | Жюльен Брюжель                                            | выбыла 18 октября 2014      |
| Офелия Винтер        | Певица                                                             | Кристоф Ликата                                            | выбыла 10 октября 2014      |
| Элиза Товати         | Актриса и певица                                                   | Кристиан Миллетт                                          | выбыла 4 октября 2014       |

## Оценки (сводная таблица за 10 недель)
| Пара                                          | Место | Неделя | Неделя     | Неделя | Неделя | Неделя      | Неделя          | Неделя      | Неделя      | Неделя      | Неделя         |
| Пара                                          | Место | 1      | 2          | 3      | 4      | 5           | 6               | 7           | 8           | 9           | 10             |
| --------------------------------------------- | ----- | ------ | ---------- | ------ | ------ | ----------- | --------------- | ----------- | ----------- | ----------- | -------------- |
| Райан Бенсетти и Деница Икономова             | 1     | 32     | 62 (32+30) | 69     | 61     | 90 (75+15)  | 182 (90+67+25)  | 96 (59+37)  | 122 (63+59) | 141 (73+68) | 182 (71+77+34) |
| Натали Пешала и Грегуар Лионне/Кристоф Ликата | 2     | 32     | 64 (32+32) | 63     | 68     | 111 (71+40) | 204 (111+73+20) | 113 (76+37) | 140 (69+71) | 148 (73+75) | 187 (76+77+34) |
| Бриан Жубер и Катрина Пачетт                  | 3     | 32     | 64 (32+32) | 59     | 62     | 90 (65+25)  | 187 (90+67+30)  | 90 (57+33)  | 136 (64+72) | 136 (69+67) | 171 (72+69+30) |
| Мигель Анхель Муньос и Фов Ото                | 4     | 31     | 62 (31+31) | 69     | 59     | 80 (70+10)  | 185 (80+71+35)  | 85 (63+22)  | 119 (60+59) | 129 (67+62) |                |
| Тоня Кинзингер и Максим Дереиме               | 5     | 33     | 70 (33+37) | 69     | 69     | 101 (66+35) | 215 (101+74+40) | 96 (74+22)  | 136 (63+73) |             |                |
| Корнелль и Кандис Паскаль                     | 6     | 25     | 52 (25+27) | 62     | 63     | 60 (55+5)   | 120 (60+55+5)   | 99 (66+33)  |             |             |                |
| Луизи Жозеф и Гийом Фуко                      | 8     | 27     | 57 (27+30) | 62     | 67     | 85 (55+30)  | 156 (85+56+15)  |             |             |             |                |
| Антонии Кавана и Сильвия Нотарджакомо         | 8     | 28     | 57 (28+29) | 58     | 64     | 73 (53+20)  | 145 (73+62+10)  |             |             |             |                |
| Джойс Джонатан и Жюльен Брюжель               | 9     | 21     | 41 (21+20) | 39     | 44     |             |                 |             |             |             |                |
| Офелия Винтер и Кристоф Ликата                | 10    | 27     | 50 (27+23) | 49     |        |             |                 |             |             |             |                |
| Элиза Товати и Кристиан Миллетт               | 11    | 25     | 55 (25+30) |        |        |             |                 |             |             |             |                |

Цветовая палитра :
- золотой цвет : победитель телепроекта
- серый цвет : серебряный призёр телепроекта
- коричневый цвет : бронзовый призёр телепроекта
- голубой цвет : звезда, участвовавшая в танцевальной дуэли, но не выбывшая из телепроекта
- оранжевый цвет : звезда, выбывшая из телепроекта
- синий цвет : лучший результат за неделю
- красный цвет : худший результат за неделю

### Неделя № 1. Знакомство с участниками
Оценки судей указаны в скобках, слева направо: Жан-Марк Женеро, Мари-Клод Пьетрагала, Мэтт Покора, Крис Маркес.
| Пара                | Танец        | Музыка                                                    | Оценки судей |
| ------------------- | ------------ | --------------------------------------------------------- | ------------ |
| Тоня и Максим       | Румба        | Drunk in Love — Бейонсе                                   | 33 (8,9,8,8) |
| Антони и Сильвия    | Ча-ча-ча     | Give Me The Night — Джордж Бенсон                         | 28 (7,7,7,7) |
| Бриан и Катрина     | Контемпорари | Every Breath You Take (Стинг, The Police) — Акрам Седкауи | 32 (8,8,8,8) |
| Элиза и Кристиан    | Танго        | Emmenez-moi — Шарль Азнавур                               | 25 (6,7,6,6) |
| Мигель Анхель и Фов | Танго        | Addicted to You — Авичи                                   | 31 (7,8,8,8) |
| Натали и Грегуар    | Контемпорари | Chandelier — Сия Ферлер                                   | 32 (8,8,8,8) |
| Луизи и Гийом       | Ча-ча-ча     | Dare (La La La) — Шакира                                  | 27 (7,7,7,6) |
| Корнелль и Кандис   | Фокстрот     | Let It Be — The Beatles                                   | 25 (6,7,7,5) |
| Райан и Деница      | Джайв        | Happy — Фаррелл Уильямс                                   | 32 (8,8,8,8) |
| Офелия и Кристоф    | Ча-ча-ча     | Love Never Felt So Good — Майкл Джексон                   | 27 (7,7,7,6) |
| Джойс и Жюльен      | Танго        | Dernière danse — Индила                                   | 21 (6,5,6,4) |

### Неделя № 2. Личная история
Тема : Личная история : каждая звезда рассказывает историю из личной жизни.

Оценки судей указаны в скобках, слева направо: Жан-Марк Женеро, Мари-Клод Пьетрагала, Мэтт Покора, Крис Маркес.
| Пара                | Танец           | Музыка                                    | Оценки судей   | Сумма за 1-ю и 2-ю недели |
| ------------------- | --------------- | ----------------------------------------- | -------------- | ------------------------- |
| Натали и Грегуар    | Ча-ча-ча        | A Sky Full of Stars — Coldplay            | 32 (8,8,9,7)   | 64                        |
| Офелия и Кристоф    | American Smooth | Alter ego — Jean-Louis Aubert             | 23 (6,6,6,5)   | 50                        |
| Мигель Анхель и Фов | Ча-ча-ча        | María — Рики Мартин                       | 31 (7,9,8,7)   | 62                        |
| Корнелль и Кандис   | Румба           | Reposez en paix — Корнелль                | 27 (7,7,7,6)   | 52                        |
| Райан и Деница      | Фокстрот        | Changer — Maître Gims                     | 30 (8,8,8,6)   | 62                        |
| Бриан и Катрина     | Танго           | Waka Waka (This Time for Africa) — Шакира | 32 (8,9,8,7)   | 64                        |
| Элиза и Кристиан    | American Smooth | Be My Baby — The Ronettes                 | 30 (8,8,8,6)   | 55 (выбыла)               |
| Тоня и Максим       | Фокстрот        | Vole — Селин Дион                         | 37 (9,10,10,8) | 70                        |
| Джойс и Жюльен      | Ча-ча-ча        | Problem — Ариана Гранде                   | 20 (6,6,5,3)   | 41                        |
| Антони и Сильвия    | Пасодобле       | Stayin' Alive — Bee Gees                  | 29 (8,8,7,6)   | 57                        |
| Луизи и Гийом       | Контемпорари    | You & Me — Disclosure                     | 30 (7,8,8,7)   | 57                        |

### Неделя № 3. Новые танцы
Оценки судей указаны в скобках, слева направо: Жан-Марк Женеро, Мари-Клод Пьетрагала, Мэтт Покора, Крис Маркес.
| Пара                | Танец     | Музыка                                                 | Оценки за артистизм          | Оценки за технику            | Общий итог               |
| ------------------- | --------- | ------------------------------------------------------ | ---------------------------- | ---------------------------- | ------------------------ |
| Райан и Деница      | Болливуд  | Mundian To Bach Ke (Knight Rider Bhangra) — Panjabi MC | 36 (9,10,9,8)                | 33 (8,9,9,7)                 | 69                       |
| Мигель Анхель и Фов | Болеро    | J’te mentirais — Патрик Брюэль                         | 37 (9,10,10,8)               | 32 (7,9,9,7)                 | 69                       |
| Тоня и Максим       | Кантри    | Wake Me Up! — Авичи                                    | 35 (9,10,9,7)                | 34 (9,9,9,7)                 | 69                       |
| Бриан и Катрина     | Балет     | Primavera — Людовико Эйнауди                           | 33 (8,8,9,8)                 | 26 (7,6,7,6)                 | 59                       |
| Корнелль и Кандис   | Хип-хоп   | U Can’t Touch This — MC Hammer                         | 33 (8,9,9,7)                 | 29 (8,7,7,7)                 | 62                       |
| Джойс и Жюльен      | Фламенко  | Bamboleo — Gipsy Kings                                 | 22 (6,6,6,4)                 | 17 (4,5,5,3)                 | 39                       |
| Натали и Грегуар    | Афро-джаз | Animals — Мартин Гаррикс                               | 33 (9,8,9,7)                 | 30 (7,8,8,7)                 | 63                       |
| Антони и Сильвия    | Болеро    | Forever Young — Alphaville                             | 30 (8,8,8,6)                 | 28 (7,7,7,7)                 | 58                       |
| Луизи и Гийом       | Линди хоп | Halo/Walking on Sunshine — Glee (телесериал Хор)       | 33 (8,9,8,8)                 | 29 (6,8,8,7)                 | 62                       |
| Офелия и Кристоф    | Фламенко  | La Isla Bonita — Мадонна                               | 25 (6,7,7,5)                 | 24 (6,7,6,5)                 | 49                       |
| Дуэль               |           |                                                        |                              |                              |                          |
| Корнелль и Кандис   | Фламенко  | Color Gitano — Kendji Girac                            | танец не оценивается судьями | танец не оценивается судьями | остался в проекте (75 %) |
| Офелия и Кристоф    | Фламенко  | Color Gitano — Kendji Girac                            | танец не оценивается судьями | танец не оценивается судьями | выбыла из проекта (25 %) |

### Неделя № 4. Неделя кумира
Тема : Кумиры. Каждая пара танцует на тему, которую выбирает звезда и которая связана с её кумиром. В танец включается обязательная фигура, рекомендованная членом жюри.

Оценки судей указаны в скобках, слева направо: Жан-Марк Женеро, Мари-Клод Пьетрагала, Мэтт Покора, Крис Маркес.
| Пара                | Танец     | Обязательная фигура                    | Музыка                                                           | Кумир/Тема                   | Оценки за артистизм          | Оценки за технику            | Общий итог     |
| ------------------- | --------- | -------------------------------------- | ---------------------------------------------------------------- | ---------------------------- | ---------------------------- | ---------------------------- | -------------- |
| Райан и Деница      | Самба     | дорожка шагов Майкла Джексона          | Wanna Be Startin' Somethin' — Майкл Джексон                      | Майкл Джексон                | 33 (8,9,9,7)                 | 28 (7,9,7,5)                 | 61             |
| Мигель Анхель и Фов | Ча-ча-ча  | поддержка из Грязных танцев            | (I’ve Had) The Time of My Life — Билл Медли и Дженнифер Уорнс    | Патрик Суэйзи/Грязные танцы  | 31 (7,8,9,7)                 | 28 (6,8,7,7)                 | 59             |
| Луизи и Гийом       | Румба     | воздушная акробатика                   | Il me dit que je suis belle — Патрисия Каас                      | Жан-Жак Гольдман             | 35 (9,9,10,7)                | 32 (8,8,8,8)                 | 67             |
| Тоня и Максим       | Квикстеп  | фигура из квикстепа                    | Show Me How You Burlesque — Кристина Агилера                     | Лайза Миннелли/Кабаре        | 36 (9,9,10,8)                | 33 (8,9,9,7)                 | 69             |
| Корнелль и Кандис   | Линди хоп | дорожка шагов                          | I Got a Woman — Rudedog и Рэй Чарльз                             | Рэй Чарльз                   | 32 (8,8,9,7)                 | 31 (8,8,8,7)                 | 63             |
| Джойс и Жюльен      | Вальс     | шаги из венского вальса (fleckerl)     | Mistral Gagnant — Cœur de pirate                                 | Рено                         | 25 (6,6,7,6)                 | 19 (4,6,6,3)                 | 44             |
| Бриан и Катрина     | Джайв     | поддержка из буги-вуги                 | Video Games — The Baseballs                                      | Элвис Пресли                 | 31 (8,8,8,7)                 | 31 (7,8,8,8)                 | 62             |
| Натали и Грегуар    | Румба     | танец с повязкой на глазах (15 секунд) | Dis-lui toi que je t’aime — Ванесса Паради                       | Ванесса Паради               | 35 (9,9,9,8)                 | 33 (8,8,9,8)                 | 68             |
| Антони и Сильвия    | Самба     | фигура из капоэйры                     | We Are One (Ole Ola) — Pitbull, Дженнифер Лопес & Клаудия Лейтте | Бразилия                     | 34 (9,9,9,7)                 | 30 (7,8,8,7)                 | 64             |
| Дуэль               |           |                                        |                                                                  |                              |                              |                              |                |
| Джойс и Жюльен      | Ча-ча-ча  | Ча-ча-ча                               | Rather Be — Clean Bandit                                         | танец не оценивается судьями | танец не оценивается судьями | танец не оценивается судьями | выбыла (18 %)  |
| Anthony & Silvia    | Ча-ча-ча  | Ча-ча-ча                               | Rather Be — Clean Bandit                                         | танец не оценивается судьями | танец не оценивается судьями | танец не оценивается судьями | остался (82 %) |

### Неделя № 5. Смена партнеров
Тема: участники меняются профессиональными танцорами на одну неделю. Новая пара выбиралась зрителями на сайте телепередачи. 

Также участники должны танцевать Эстафету ча-ча-ча, порядок выхода каждой пары на паркет определяется судьями в самый последний момент, пары сменяют друг друга. Оценки судей выставляются коллегиально и варьируются от 5 (худшая пара) до 40 баллов (лучшая пара).

В эту неделю нет ни последней танцевальной дуэли, ни отчислений из телепроекта, все пары продолжают принимать участие в телепроекте.

Оценки судей указаны в скобках, слева направо: Жан-Марк Женеро, Мари-Клод Пьетрагала, Мэтт Покора, Крис Маркес.
| Участник             | Профессиональный танцор | Танец        | Музыка                                     | Оценки за артистизм | Оценки за технику | Общий итог |
| -------------------- | ----------------------- | ------------ | ------------------------------------------ | ------------------- | ----------------- | ---------- |
| Райан Бенсетти       | Фов Ото                 | Контемпорари | Another Love — Том Оделл                   | 38 (9,10,10,9)      | 37 (9,10,9,9)     | 75         |
| Натали Пешала        | Максим Дереиме          | Квикстеп     | You Can’t Hurry Love — The Supremes        | 35 (9,9,9,8)        | 36 (9,9,9,9)      | 71         |
| Бриан Жубер          | Деница Икономова        | Самба        | Gasolina — Дэдди Янки                      | 34 (8,9,9,8)        | 31 (8,8,8,7)      | 65         |
| Тоня Кинзингер       | Гийом Фуко              | Танго        | Dark Horse — Кэти Перри & Juicy J          | 34 (7,9,10,8)       | 32 (7,9,9,7)      | 66         |
| Корнелль             | Сильвия Нотарджакомо    | Самба        | Ta fête — Stromae                          | 31 (7,8,9,7)        | 24 (5,7,7,5)      | 55         |
| Луизи Жозеф          | Грегуар Лионне          | Самба        | I Follow Rivers — Люкке Ли                 | 30 (7,8,8,7)        | 25 (4,8,7,6)      | 55         |
| Антони Кавана        | Кандис Паскаль          | Квикстеп     | Single Ladies (Put a Ring on It) — Бейонсе | 28 (7,7,7,7)        | 25 (5,7,7,6)      | 53         |
| Мигель-Анхель Муньос | Катрина Пачетт          | Фокстрот     | Paris-Seychelles — Julien Doré             | 35 (8,9,9,9)        | 35 (8,9,9,9)      | 70         |
| Эстафета Ча-ча-ча    |                         |              |                                            |                     |                   |            |
| Натали Пешала        | Максим Дереиме          | Ча-ча-ча     | Counting Stars — OneRepublic               | +40                 | +40               | 111        |
| Тоня Кинзингер       | Гийом Фуко              | Ча-ча-ча     | Counting Stars — OneRepublic               | +35                 | +35               | 101        |
| Луизи Жозеф          | Грегуар Лионне          | Ча-ча-ча     | Counting Stars — OneRepublic               | +30                 | +30               | 85         |
| Бриан Жубер          | Деница Икономова        | Ча-ча-ча     | Counting Stars — OneRepublic               | +25                 | +25               | 90         |
| Антонии Кавана       | Кандис Паскаль          | Ча-ча-ча     | Counting Stars — OneRepublic               | +20                 | +20               | 73         |
| Райан Бенсетти       | Фов Ото                 | Ча-ча-ча     | Counting Stars — OneRepublic               | +15                 | +15               | 90         |
| Мигель Анхель Муньос | Катрина Пачетт          | Ча-ча-ча     | Counting Stars — OneRepublic               | +10                 | +10               | 80         |
| Корнелль             | Сильвия Нотарджакомо    | Ча-ча-ча     | Counting Stars — OneRepublic               | +5                  | +5                | 60         |

### Неделя № 6. Танцевальный марафон
Тема: Танцевальный марафон. Все пары одновременно танцуют три разных танца (джайв, фламенко и кантри). Задача: продержаться как можно дольше, судьи отчисляют пары по очереди, первая отчисленная из марафона пара получает 5 очков, вторая — 10, и так до пары-победителя — 40. 

Начиная с шестой недели, у Натали Пешала другой партнер — Кристоф Ликата. 

Оценки судей указаны в скобках, слева направо: Жан-Марк Женеро, Мари-Клод Пьетрагала, Мэтт Покора, Крис Маркес.
| Пара                 | Танец                     | Музыка                                                                               | Оценки за артистизм | Оценки за технику | Общий итог |
| -------------------- | ------------------------- | ------------------------------------------------------------------------------------ | ------------------- | ----------------- | ---------- |
| Райан и Деница       | American Smooth           | Smile — Майкл Бубле                                                                  | 37 (9,10,9,9)       | 30 (7,9,9,5)      | 67         |
| Тоня и Максим        | Самба                     | On the Floor — Дженнифер Лопес и Pitbull                                             | 37 (9,9,10,9)       | 37 (9,9,10,9)     | 74         |
| Бриан и Катрина      | Румба                     | À ma place — Zazie & Axel Bauer                                                      | 35 (9,9,9,8)        | 32 (7,8,9,8)      | 67         |
| Натали и Кристоф     | Румба                     | La Ceinture — Élodie Frégé                                                           | 38 (9,10,10,9)      | 35 (9,9,9,8)      | 73         |
| Корнелль и Кандис    | Квикстеп                  | Hey Goldmember — Бейонсе                                                             | 30 (7,8,8,7)        | 25 (6,7,8,4)      | 55         |
| Луизи и Гийом        | Танго                     | Can't Remember to Forget You — Шакира & Рианна                                       | 31 (8,8,8,7)        | 25 (7,7,7,4)      | 56         |
| Антони и Сильвия     | Джайв                     | L’Aventurier — Indochine                                                             | 33 (9,9,8,7)        | 29 (8,8,8,5)      | 62         |
| Мигель Анхель и Фов  | Румба                     | With or Without You — U2                                                             | 37 (9,9,10,9)       | 34 (8,9,9,8)      | 71         |
| Танцевальный марафон |                           |                                                                                      |                     |                   |            |
| Тоня и Максим        | Джайв + Фламенко + Кантри | Ça (c’est vraiment toi) — Téléphone + Bella — Kendji Girac + Timber — Pitbull & Кеша | +40                 | +40               | 114        |
| Мигель Анхель и Фов  | Джайв + Фламенко + Кантри | Ça (c’est vraiment toi) — Téléphone + Bella — Kendji Girac + Timber — Pitbull & Кеша | +35                 | +35               | 106        |
| Бриан и Катрина      | Джайв + Фламенко + Кантри | Ça (c’est vraiment toi) — Téléphone + Bella — Kendji Girac + Timber — Pitbull & Кеша | +30                 | +30               | 97         |
| Райан и Деница       | Джайв + Фламенко + Кантри | Ça (c’est vraiment toi) — Téléphone + Bella — Kendji Girac + Timber — Pitbull & Кеша | +25                 | +25               | 92         |
| Натали и Кристоф     | Джайв + Фламенко + Кантри | Ça (c’est vraiment toi) — Téléphone + Bella — Kendji Girac + Timber — Pitbull & Кеша | +20                 | +20               | 93         |
| Луизи и Гийом        | Джайв + Фламенко + Кантри | Ça (c’est vraiment toi) — Téléphone + Bella — Kendji Girac + Timber — Pitbull & Кеша | +15                 | +15               | 71         |
| Антони и Сильвия     | Джайв + Фламенко + Кантри | Ça (c’est vraiment toi) — Téléphone + Bella — Kendji Girac + Timber — Pitbull & Кеша | +10                 | +10               | 72         |
| Корнелль и Кандис    | Джайв + Фламенко + Кантри | Ça (c’est vraiment toi) — Téléphone + Bella — Kendji Girac + Timber — Pitbull & Кеша | +5                  | +5                | 60         |

| Пара                | Оценки за 5-ю неделю | Сумма оценок за 5-ю, 6-ю недели и марафон | Результат |
| ------------------- | -------------------- | ----------------------------------------- | --------- |
| Райан и Деница      | 90                   | 182                                       | остался   |
| Тоня и Максим       | 101                  | 215                                       | осталась  |
| Бриан и Катрина     | 90                   | 187                                       | остался   |
| Натали и Кристоф    | 111                  | 204                                       | осталась  |
| Корнелль и Кандис   | 60                   | 120                                       | остался   |
| Мигель Анхель и Фов | 80                   | 185                                       | остался   |
| Луизи и Гийом       | 85                   | 156                                       | выбыла    |
| Антони и Сильвия    | 73                   | 145                                       | выбыл     |

### Неделя № 7. Два танца в одном
Тема: Две техники танцев в одном танце. Пары должны танцевать два разных танца под одну и ту же музыку. 

Танец на два дуэта : Каждый участник должен танцевать с другим участником, при поддержке своих профессиональных партнеров. Новообразованный дуэт участников получает общее количество баллов. 

Оценки судей указаны в скобках, слева направо: Жан-Марк Женеро, Мари-Клод Пьетрагала, Мэтт Покора, Крис Маркес.
| Пара                 | Танец 1         | Танец 2         | Музыка                                                                         | Оценки за артистизм          | Оценки за технику            | Итого                        | Общий итог (с учётом танцев дуэтов) |
| -------------------- | --------------- | --------------- | ------------------------------------------------------------------------------ | ---------------------------- | ---------------------------- | ---------------------------- | ----------------------------------- |
| Мигель Анхель и Фов  | Самба           | Пасодобль       | We Will Rock You — Queen                                                       | 33 (8,8,9,8)                 | 30 (7,8,8,7)                 | 63                           | 85                                  |
| Тоня и Максим        | Контемпорари    | Фокстрот        | Unconditionally — Кэти Перри                                                   | 37 (9,9,10,9)                | 37 (9,9,10,9)                | 74                           | 96                                  |
| Бриан и Катрина      | Чарльстон       | Самба           | Les limites — Julien Doré                                                      | 32 (9,8,8,7)                 | 25 (7,7,7,4)                 | 57                           | 90                                  |
| Райан и Деница       | Румба           | Вальс           | Fais moi une place — Julien Clerc                                              | 34 (8,9,9,8)                 | 25 (6,8,7,4)                 | 59                           | 96                                  |
| Натали и Кристоф     | Танго           | Пасодобль       | Sweet Dreams (Are Made of This) — Eurythmics                                   | 38 (9,10,10,9)               | 38 (9,10,10,9)               | 76                           | 113                                 |
| Корнелль и Кандис    | Румба           | Контемпорари    | All of Me — Джон Ледженд                                                       | 35 (8,9,10,8)                | 31 (7,8,8,8)                 | 66                           | 99                                  |
| Танцы дуэтов         |                 |                 |                                                                                |                              |                              |                              |                                     |
| Мигель Анхель и Тоня | Ча-ча-ча        | Ча-ча-ча        | Maps — Maroon 5                                                                | 22 (5,6,6,5)                 | 22 (5,6,6,5)                 | 22 (5,6,6,5)                 | 22 (5,6,6,5)                        |
| Бриан и Корнелль     | American Smooth | American Smooth | Mes emmerdes от Шарля Азнавура — Дани Брийан, Philippe Lellouche & Дамьен Сарг | 33 (8,9,9,7)                 | 33 (8,9,9,7)                 | 33 (8,9,9,7)                 | 33 (8,9,9,7)                        |
| Райан и Натали       | Джайв           | Джайв           | You’re the One That I Want — Оливия Ньютон-Джон & Джон Траволта                | 37 (9,10,9,9)                | 37 (9,10,9,9)                | 37 (9,10,9,9)                | 37 (9,10,9,9)                       |
| Дуэль                |                 |                 |                                                                                |                              |                              |                              |                                     |
| Бриан и Катрина      | Джайв           | Джайв           | Shake It Off — Тейлор Свифт                                                    | танец не оценивается судьями | танец не оценивается судьями | танец не оценивается судьями | остался (59 %)                      |
| Корнелль и Кандис    | Джайв           | Джайв           | Shake It Off — Тейлор Свифт                                                    | танец не оценивается судьями | танец не оценивается судьями | танец не оценивается судьями | выбыл (41 %)                        |

### Неделя № 8. Нескромные песни
1/4 финала
Тема : Нескромные песни.

Оценки судей указаны в скобках, слева направо: Жан-Марк Женеро, Мари-Клод Пьетрагала, Мэтт Покора, Крис Маркес.
| Пара                | Танец              | Музыка                                                            | Оценки за артистизм | Оценки за технику | Общий итог | Общий итог   |
| ------------------- | ------------------ | ----------------------------------------------------------------- | ------------------- | ----------------- | ---------- | ------------ |
| Райан и Деница      | Квикстеп           | Je Suis Ton Meilleur Ami (Лучший друг, Aladdin) — Richard Darbois | 34 (8,9,10,7)       | 29 (7,8,8,6)      | 63         | 122          |
| Райан и Деница      | Ча-ча-ча           | Blurred Lines — Робин Тик и Фаррелл Уильямс & T.I.                | 34 (9,10,9,6)       | 25 (5,8,8,4)      | 59         | 122          |
| Натали и Кристоф    | American Smooth    | Reality (из кинофильма Бум) — Ричард Сандерсон                    | 35 (8,9,10,8)       | 34 (8,9,9,8)      | 69         | 140          |
| Натали и Кристоф    | Сальса             | I Like It Like That — The Blackout All-Stars и Tito Nieves        | 37 (9,10,9,9)       | 34 (8,9,9,8)      | 71         | 140          |
| Тоня и Максим       | Пасодобль          | La Salsa du démon — Le Grand Orchestre du Splendid                | 35 (9,9,9,8)        | 28 (5,8,8,7)      | 63         | 136 (выбыла) |
| Тоня и Максим       | Джайв              | Happy — C2C                                                       | 37 (9,9,10,9)       | 36 (9,9,9,9)      | 73         | 136 (выбыла) |
| Бриан и Катрина     | Вальс              | Laisse-moi t’aimer — Майк Брант                                   | 31 (8,8,9,6)        | 33 (8,8,9,8)      | 64         | 136          |
| Бриан и Катрина     | Аргентинское танго | Tous les mêmes — Stromae                                          | 37 (9,10,10,8)      | 35 (9,9,9,8)      | 72         | 136          |
| Мигель Анхель и Фов | Вальс              | Hero — Мэрайя Кэри                                                | 31 (7,7,9,8)        | 29 (6,7,8,8)      | 60         | 119          |
| Мигель Анхель и Фов | Контемпорари       | Wasting My Young Years — London Grammar                           | 33 (8,8,8,9)        | 26 (6,7,7,6)      | 59         | 119          |

### Неделя № 9. Танец на троих
Полуфинал
Тема : Танец на троих : каждый участник должен танцевать с двумя профессионалами в трио :
- Райан Бенсетти и Деница Икономова танцуют с Луизи Дарзнис,
- Натали Пешала и Кристоф Ликата танцуют с Кристианом Миллеттом (партнером Элизы Товати, уже выбывшей из проекта),
- Мигель Анхель Муньос и Фов Ото танцуют с Кандис Паскаль (партнершей Корнелля, который уже выбыл из проекта),
- Бриан Жубер и Катрина Пачетт танцуют с Сильвией Нотарждакомо (партнершей Антони Кавана, который выбыл из проекта ранее).

Оценки судей указаны в скобках, слева направо: Жан-Марк Женеро, Мари-Клод Пьетрагала, Мэтт Покора, Крис Маркес.
| Пара                | Танец                               | Музыка                                                                                 | Оценки за артистизм          | Оценки за технику            | Общий итог     | Общий итог     |
| ------------------- | ----------------------------------- | -------------------------------------------------------------------------------------- | ---------------------------- | ---------------------------- | -------------- | -------------- |
| Райан и Деница      | Танго (с Луизи Дарзнис)             | El Tango de Roxanne из фильма (Мулен Руж) — Юэн Макгрегор, Хосе Фелисиано, Jacek Koman | 38 (9,10,10,9)               | 35 (8,9,10,8)                | 73             | 141            |
| Райан и Деница      | Сальса                              | Mambo No. 5 — Лу Бега                                                                  | 36 (9,9,9,9)                 | 32 (7,9,9,7)                 | 68             | 141            |
| Натали и Кристоф    | Джайв (с Кристианом Миллеттом)      | Gabrielle — Джонни Холлидей                                                            | 36 (9,9,9,9)                 | 37 (9,9,10,9)                | 73             | 148            |
| Натали и Кристоф    | Ча-ча-ча                            | Le Temps qui court — Alain Chamfort (Les Enfoirés)                                     | 38 (9,10,10,9)               | 37 (9,9,10,9)                | 75             | 148            |
| Мигель Анхель и Фов | Румба (с Кандис Паскаль)            | Crazy in Love (из фильма Пятьдесят оттенков серого) — Бейонсе                          | 37 (9,9,10,9)                | 30 (7,8,8,7)                 | 67             | 129            |
| Мигель Анхель и Фов | Джайв                               | Maniac (из фильма Танец-вспышка) — Майкл Сембелло                                      | 34 (9,8,9,8)                 | 28 (6,8,8,6)                 | 62             | 129            |
| Бриан и Катрина     | Пасодобль (с Сильвией Нотарджакомо) | Party Rock Anthem — LMFAO и Лорен Беннетт & GoonRock                                   | 34 (9,9,9,7)                 | 35 (8,9,9,9)                 | 69             | 136            |
| Бриан и Катрина     | Фокстрот                            | Feel — Робби Уильямс                                                                   | 35 (9,9,9,8)                 | 32 (7,9,9,7)                 | 67             | 136            |
| Дуэль               |                                     |                                                                                        |                              |                              |                |                |
| Бриан и Катрина     | Джайв                               | Can't Hold Us — Macklemore & Райан Льюис                                               | танец не оценивается судьями | танец не оценивается судьями | остался (55 %) | остался (55 %) |
| Мигель Анхель и Фов | Джайв                               | Can't Hold Us — Macklemore & Райан Льюис                                               | танец не оценивается судьями | танец не оценивается судьями | выбыл (45 %)   | выбыл (45 %)   |

### Неделя № 10. Финал
Финал

В финале три пары танцуют все вместе Мегамикс, состоящий из трех танцев: чарльстона, вальса и джайва. Судейская коллегия оценивает выступление каждой пары отдельно.

Оценки судей указаны в скобках, слева направо: Жан-Марк Женеро, Мари-Клод Пьетрагала, Мэтт Покора, Крис Маркес.
| Пара             | Танец                     | Музыка                                                                                   | Оценки за артистизм          | Оценки за технику            | Общий итог                   | Общий итог          |
| ---------------- | ------------------------- | ---------------------------------------------------------------------------------------- | ---------------------------- | ---------------------------- | ---------------------------- | ------------------- |
| Райан и Деница   | Контемпорари              | Earth Song — Майкл Джексон                                                               | 38 (9,10,10,9)               | 33 (8,9,8,8)                 | 71                           | 148                 |
| Райан и Деница   | Джайв                     | Footloose — Кенни Логгинс                                                                | 39 (10,10,10,9)              | 38 (9,10,10,9)               | 77                           | 148                 |
| Натали и Кристоф | American Smooth           | It’s oh so quiet — Бьорк                                                                 | 39 (10,10,10,9)              | 37 (9,9,10,9)                | 76                           | 153                 |
| Натали и Кристоф | Самба                     | Don’t Leave Me This Way — The Communards                                                 | 39 (10,10,10,9)              | 38 (9,9,10,10)               | 77                           | 153                 |
| Бриан и Катрина  | Румба                     | J’oublierai ton nom — Джонни Холлидей & Carmel                                           | 38 (9,10,10,9)               | 34 (8,9,9,8)                 | 72                           | 141                 |
| Бриан и Катрина  | Джайв                     | J’irai où tu iras — Селин Дион & Жан-Жак Гольдман                                        | 35 (9,9,9,8)                 | 34 (9,9,9,7)                 | 69                           | 141                 |
| Мегамикс         |                           |                                                                                          |                              |                              |                              |                     |
| Райан и Деница   | Чарльстон + Вальс + Джайв | All Night — Parov Stelar + Hijo de la luna — Mecano + C’est comme ça — Les Rita Mitsouko | + 34 (9,8,9,8)               | + 34 (9,8,9,8)               | 182                          | 182                 |
| Натали и Кристоф | Чарльстон + Вальс + Джайв | All Night — Parov Stelar + Hijo de la luna — Mecano + C’est comme ça — Les Rita Mitsouko | + 34 (9,8,8,9)               | + 34 (9,8,8,9)               | 187                          | 187                 |
| Бриан и Катрина  | Чарльстон + Вальс + Джайв | All Night — Parov Stelar + Hijo de la luna — Mecano + C’est comme ça — Les Rita Mitsouko | + 30 (8,8,8,6)               | + 30 (8,8,8,6)               | 171                          | 171                 |
| Фристайл-дуэль   |                           |                                                                                          |                              |                              |                              |                     |
| Райан и Деница   | Фристайл                  | My Way — Робби Уильямс                                                                   | танец не оценивается судьями | танец не оценивается судьями | танец не оценивается судьями | победитель (52 %)   |
| Натали и Кристоф | Фристайл                  | If I Ain’t Got You — Алиша Киз                                                           | танец не оценивается судьями | танец не оценивается судьями | танец не оценивается судьями | второе место (48 %) |

## Статистика
- Неделя № 1 : румба, ча-ча-ча, контемпорари, танго, фокстрот, джайв ;
- Неделя № 2 : ча-ча-ча, American Smooth, самба, румба, фокстрот, танго, пасодобль, контемпорари ;
- Неделя № 3 : кантри, болеро, балет, афро-джаз, линди хоп, хип-хоп, Болливуд, фламенко ;
- Неделя № 4 : квикстеп, линди хоп, самба, румба, ча-ча-ча, джайв, вальс ;
- Неделя № 5 : контемпорари, квикстеп, самба, танго, фокстрот, ча-ча-ча ;
- Неделя № 6 : танго, самба, квикстеп, румба, American Smooth, джайв, фламенко, кантри ;
- Неделя № 7 : самба, чарльстон, румба, контемпорари, танго, фокстрот, American Smooth, ча-ча-ча, джайв, вальс, пасодобль ;
- Неделя № 8 : пасодобль, контемпорари, квикстеп, вальс, сальса, джайв, American Smooth, ча-ча-ча, аргентинское танго ;
- Неделя № 9 : ча-ча-ча, сальса, фокстрот, пасодобль, танго, джайв, румба ;
- Неделя № 10 : чарльстон, вальс, джайв, румба, контемпорари, American Smooth, самба, фристайл .

| Райан и Деница                   | Джайв        | Фокстрот        | Болливуд  | —        | Самба     | —        | Контемпорари      | Эстафета ча-ча-ча | American Smooth | Марафон Джайв + Фламенко + Кантри | Два танца в одном Румба + Вальс           | Танец двух дуэтов Джайв (с Натали)              | —     | Квикстеп        | Ча-ча-ча           | Танец на троих Танго(с Луизи Дарзнис)                     | Сальса   | —     | Контемпорари    | Мегамикс Чарльстон + Джайв + Вальс | Джайв | Фристайл |  |  |  |  |  |
| Натали и Грегуар (потом Кристоф) | Контемпорари | Ча-ча-ча        | Афро джаз | —        | Румба     | —        | Квикстеп          | Эстафета Ча-ча-ча | Румба           | Марафон Джайв + Фламенко + Кантри | Два танца в одном Танго + Пасодобль       | Танец двух дуэтов Джайв (с Райаном)             | —     | American Smooth | Сальса             | Танец на троих Джайв (с Кристианом Милеттом)              | Ча-ча-ча | —     | American Smooth | Мегамикс Чарльстон + Джайв + Вальс | Самба | Фристайл |  |  |  |  |  |
| Бриан и Катрина                  | Контемпорари | Танго           | Балет     | —        | Джайв     | —        | Самба (с Деницей) | Эстафета Ча-ча-ча | Румба           | Марафон Джайв + Фламенко + Кантри | Два танца в одном Чарльстон + Самба       | Танец двух дуэтов American Smooth (с Корнеллем) | Джайв | Вальс           | Аргентинское танго | Танец на троих Пасодобль (вместе с Сильвией Нотарджакомо) | Фокстрот | Джайв | Румба           | Мегамикс Чарльстон + Джайв + Вальс | Джайв |          |  |  |  |  |  |
| Мигель Анхель и Фов              | Танго        | Самба           | Болеро    | —        | Ча-ча-ча  | —        | Фокстрот          | Эстафета Ча-ча-ча | Румба           | Марафон Джайв + Фламенко + Кантри | Два танца в одномСамба + Пасодобль        | Танец двух дуэтов Ча-ча-ча (с Тоней)            | —     | Вальс           | Контемпорари       | Танец на троих Румба(вместе с Кандис Паскаль)             | Джайв    | Джайв |                 |                                    |       |          |  |  |  |  |  |
| Тоня и Максим                    | Румба        | Фокстрот        | Кантри    | —        | Квикстеп  | —        | Танго             | Эстафета Ча-ча-ча | Самба           | Марафон Джайв + Фламенко + Кантри | Два танца в одном Контемпорари + Фокстрот | Танец двух дуэтов Ча-ча-ча (с Мигелем Анхелем)  | —     | Пасодобль       | Джайв              |                                                           |          |       |                 |                                    |       |          |  |  |  |  |  |
| Корнелль и Кандис                | Фокстрот     | Румба           | Хип-хоп   | Фламенко | Линди хоп | —        | Самба             | Эстафета Ча-ча-ча | Квикстеп        | Марафон Джайв + Фламенко + Кантри | Два танца в одном Румба + Контемпорари    | Танец двух дуэтов American Smooth (с Брианом)   | Джайв |                 |                    |                                                           |          |       |                 |                                    |       |          |  |  |  |  |  |
| Луизи и Гийом                    | Ча-ча-ча     | Контемпорари    | Линди хоп | —        | Румба     | —        | Самба             | Эстафета Ча-ча-ча | Танго           | Марафон Джайв + Фламенко + Кантри |                                           |                                                 |       |                 |                    |                                                           |          |       |                 |                                    |       |          |  |  |  |  |  |
| Антони и Сильвия                 | Ча-ча-ча     | Пасодобль       | Болеро    | —        | Самба     | Ча-ча-ча | Квикстеп          | Эстафета Ча-ча-ча | Джайв           | Марафон Джайв + Фламенко + Кантри |                                           |                                                 |       |                 |                    |                                                           |          |       |                 |                                    |       |          |  |  |  |  |  |
| Джойс и Жюльен                   | Танго        | Ча-ча-ча        | Фламенко  | —        | Вальс     | Ча-ча-ча |                   |                   |                 |                                   |                                           |                                                 |       |                 |                    |                                                           |          |       |                 |                                    |       |          |  |  |  |  |  |
| Офелия и Кристоф                 | Ча-ча-ча     | American Smooth | Фламенко  | Фламенко |           |          |                   |                   |                 |                                   |                                           |                                                 |       |                 |                    |                                                           |          |       |                 |                                    |       |          |  |  |  |  |  |
| Элиза и Кристиан                 | Танго        | American Smooth |           |          |           |          |                   |                   |                 |                                   |                                           |                                                 |       |                 |                    |                                                           |          |       |                 |                                    |       |          |  |  |  |  |  |

Цветовая палитра :
- салатовый цвет : танец с максимальным количеством баллов
- розовый цвет : танец с минимальным количеством баллов
- голубой цвет : танец-дуэль, а также танец без оценки судей (фристайл в финале)

## Приглашенные певцы и выступления профессиональных танцоров вне конкурса
| Дата            | Певец/ Певица                                                  | Музыка | Профессиональные танцоры |
| --------------- | -------------------------------------------------------------- | --- | --- |
| 10 октября 2014 |                                                                | Sing — Эд Ширан | Кристиан Милетт, Кристоф Ликата, Деница Икономова, Кандис Паскаль, Жюльен Брюжель, Гийом Фуко, Катрина Пачетт, Сильвия Нотарджакомо, Максим Дереиме, Фов Ото, Грегуар Лионне, Жан-Марк Женеро, Мари-Клод Пьетрагала, Мэтт Покора, Крис Маркес |
| 18 октября 2014 | Мэтт Покора                                                    | On Danse — Мэтт Покора | Мэтт Покора, Фов Ото, Деница Икономова, Катрина Пачетт, Максим Дереиме, Кристиан Милетт, Кристоф Ликата |
| 25 октября 2014 |                                                                | Everybody Needs Somebody to Love — The Blues Brothers                                                                                                 | Жан-Марк Женеро, Крис Маркес, Фов Ото, Катрина Пачетт, Деница Икономова, Кандис Паскаль, Сильвия Нотарджакомо, Максим Дереиме, Кристиан Милетт, Жюльен Брюжель, Гийом Фуко. Кристоф Ликата                                                    |
| 25 октября 2014 |                                                                | Purple Rain — Принс | Фов Ото, Катрина Пачетт, Максим Дереиме |
| 1 ноября 2014   |                                                                | Latch — Disclosure | Максим Дереиме, Кристиан Милетт, Кристоф Ликата, Деница Икономова, Кандис Паскаль, Катрина Пачетт |
| 1 ноября 2014   | Сия Ферлер                                                     | Chandelier — Сия Ферлер | Фов Ото, Денна Томсен |
| 8 ноября 2014   | Кристина Скуччия                                               | Like a Virgin — Кристина Скуччия | Максим Дереиме, Кристиан Миллетт, Кристоф Ликата, Жюльен Брюжель, Деница Икономова, Кандис Паскаль, Катрина Пачетт, Фов Ото |
| 15 ноября 2014  |                                                                | Born to Be Alive — Патрик Эрнандес | Катрина Пачетт, Мэтт Покора, Жан-Марк Женеро, Сильвия Нотарджакомо, Крис Маркес, Кандис Паскаль и пары, участвующие в проекте |
| 15 ноября 2014  |                                                                | Stay with Me — Сэм Смит | Катрина Пачетт, Мэтт Покора |
| 15 ноября 2014  | Шайм                                                           | L’effet de Serre — Шайм | Максим Дереиме, Кристиан Миллетт, Кристоф Ликата, Деница Икономова, Катрина Пачетт, Фов Ото и профессиональные танцоры |
| 22 ноября 2014  |                                                                | The Bomb! (These Sounds Fall into My Mind) — The Bucketheads                                                                                          | Жан-Марк Женеро, Крис Маркес, Деница Икономова |
| 22 ноября 2014  |                                                                | Dangerous — Дэвид Гетта | Кристиан Миллетт, Кристоф Ликата, Жюльен Брюжель, Гийом Фуко, Деница Икономова, Кандис Паскаль, Сильвия Нотарджакомо, Фов Ото |
| 22 ноября 2014  |                                                                | Habits (Stay High — Туве Лу | Брагим Зайба, Фов Ото, Катрина Пачетт, Кристиан Миллетт, Жюльен Брюжель, Гийом Фуко, Деница Икономова, Кандис Паскаль, Ян-Алрик Мортрей, Кристоф Ликата и профессиональные танцоры из шоу Брагима Зайба под названием Rock It All             |
| 22 ноября 2014  | Корнелль & Таль                                                | Cheek to Cheek — Корнелль & Таль | Кристиан Миллетт, Кристоф Ликата, Гийом Фуко, Деница Икономова, Катрина Пачетт, Кандис Паскаль |
| 29 ноября 2014  |                                                                | Jungle — Emma Louise | Фов Ото, Гийом Фуко, Жюльен Брюжель, Кристиан Миллетт |
| 29 ноября 2014  |                                                                | Blame — Кельвин Харрис и Джон Ньюмен | Фов Ото, Кристоф Ликата, Жюльен Брюжель, Гийом Фуко, Сильвия Нотарджакомо, Кандис Паскаль |
| 29 ноября 2014  | Zaho, Флоран Мот, Давид Каррейра, Камилль Лу, Фабьен Инкардона | Mon combat (Tir Nam Beo) — Zaho, Флоран Мот, Давид Каррейра, Камилль Лу, Фабьен Инкардона (французский мюзикл La Légende Du Roi Arthur от Дова Аттья) | Кристиан Миллетт, Жюльен Брюжель, Гийом Фуко, Сильвия Нотарджакомо, Фов Ото, кандис Паскаль |

## Телерейтинги
| Номер передачи | Название передачи                                  | Дата выхода в телеэфир | Всего телезрителей | Телезрители старше 4-х летнего возраста | Телезрители старше 50 лет | Рейтинг в субботнем телеэфире среди других телеканалов | Ссылка |
| -------------- | -------------------------------------------------- | ---------------------- | ------------------ | --------------------------------------- | ------------------------- | ------------------------------------------------------ | ------ |
| 1              | «Неделя № 1. Знакомство с 11-ю участниками»        | 27 сентября 2014       | 5 097 000          | 27,7 %                                  | 41,3 %                    | 1                                                      | [ 6 ]  |
| 2              | «Неделя № 2. Личная история (11 участников)»       | 4 октября 2014         | 4 904 000          | 25,4 %                                  | 37 %                      | 1                                                      | [ 8 ]  |
| 3              | "Неделя № 3. Новые танцы (10 участников) "         | October 10, 2014       | 5 215 000          | 24,8 %                                  | 35 %                      | 1                                                      | [ 9 ]  |
| 4              | «Неделя № 4. Неделя кумира (9 участников)»         | 18 октября 2014        | 4 696 000          | 24 %                                    | 33 %                      | 1                                                      | [ 10 ] |
| 5              | "Неделя № 5. Смена партнеров (8 участников) "      | 25 октября 2014        | 5 245 000          | 25,8 %                                  | 34 %                      | 1                                                      | [ 12 ] |
| 6              | «Неделя № 6. Танцевальный марафон (8 участников)»  | 1 ноября 2014          | 5 205 000          | 24,4 %                                  | 34 %                      | 1                                                      | [ 13 ] |
| 7              | «Неделя № 7. Два танца в одном (6 участников)»     | 8 ноября 2014          | 4 609 000          | 23 %                                    | 32 %                      | 1                                                      | [ 15 ] |
| 8              | "Неделя № 8. Нескромные песни (5 участников) «     | 15 ноября 2014         | 4 889 000          | 22,9 %                                  | 30 %                      | 1                                                      | [ 16 ] |
| 9              | „Неделя № 9. Неделя танцев на троих (4 участника)“ | 22 ноября 2014         | 4 934 000          | 23,5 %                                  | 32 %                      | 1                                                      | [ 17 ] |
| 10             | „Неделя № 10. Финал (3 участника)“                 | 29 ноября 2014         | 5 074 000          | 25,1 %                                  | 34 %                      | 1                                                      | [ 19 ] |

## Интересные факты
Певица Шайм, победительница второго сезона Danse avec les stars и член жюри в третьем и четвёртом сезонах телепроекта, в пятом сезоне уступила своё место в жюри Мэтту Покора, победителю первого сезона Danse avec les stars.
29 октября профессиональный танцор Грегуар Лионне, партнер Натали Пешала, покинул телепроект по личным причинам, его заменил другой профессиональный партнер телепроекта Кристоф Ликата, который танцевал с Офелией Винтер, выбывшей к тому моменту из телепроекта.